# Иванковский сельсовет (Альменевский район)
Иванковский сельсовет — упразднённые административно-территориальная единица и сельское поселение в Альменевском районе Курганской области.
Административный центр — село Иванково.
Законом Курганской области от 29.06.2021 № 72 к 9 июля 2021 года сельсовет упразднён в связи с преобразованием муниципального района в муниципальный округ.

## География
Площадь сельсовета 236,9 км², в том числе площадь населенных пунктов 20,48 км², земли лесного фонда 41,96 км², земли водного фонда 1,03 км².

## История
Образован в 1919 году в Ичкинской волости Челябинского уезда.
20 марта 1919 года Иванковский сельсовет вошел во вновь образованный Яланский кантон Автономной Башкирской Советской Республики.
14 июня 1922 года Яланский кантон упразднён, территория возвращена в состав Челябинского уезда Челябинской губернии.
Постановлениями ВЦИК от 3 и 12 ноября 1923 года в составе Челябинского округа Уральской области РСФСР образован Катайский район.
Постановлением ВЦИК от 20 апреля 1930 года, Катайский район объединён с Яланским районом в один Ялано-Катайский район.
Постановлением ВЦИК от 17 января 1934 года Уральская область упразднена, Ялано-Катайский район вошёл во вновь образованную Челябинскую область.
В конце 1930-х годов из Иванковского сельсовета выделен Учкулевский сельсовет.
Указами Президиума Верховного Совета РСФСР от 12 ноября и 17 декабря 1940 года Ялано-Катайский район разделён на Альменевский и Сафакулевский районы. Иванковский сельсовет вошел в Альменевский район.
Указом Президиума Верховного Совета СССР от 6 февраля 1943 года образована Курганская область. Альменевский район вошёл в её состав.
Решением Курганского облисполкома № 710 от 15 июля 1953 года н. п. фермы № 2 Катайского совхоза перечислена из Иванковского сельсовета в состав Шарипововского сельсовета.
Указом Президиума Верховного Совета РСФСР от 14 июня 1954 года, Иванковский сельсовет объединён с Учкулевским сельсоветом в один Иванковский сельсовет.
Решением Курганского облисполкома № 407 от 16 июля 1954 года д. Батырбай перечислена из Танрыкуловского сельсовета в состав Иванковского сельсовета.
Решением Курганского облисполкома № 190 от 14 мая 1959 года д. Батырбай перечислена из Иванковского сельсовета в состав Танрыкуловского сельсовета.
Решением Курганского облисполкома № 25 от 18 января 1963 года д. Учкулево перечислена из Иванковского сельсовета в состав Танрыкуловского сельсовета.
Указом Президиума Верховного Совета РСФСР от 1 февраля 1963 года образован укрупнённый Целинный сельский район, в который передан Иванковский сельсовет.
Решением Курганского облисполкома № 206 от 3 июня 1963 года д. Тузово перечислена из Тузовского сельсовета в состав Иванковского сельсовета.
Решением Курганского облисполкома № 79 от 24 февраля 1964 года д. Батырбай исключена из Иванковского сельсовета как сселившаяся.
Указом Президиума Верховного Совета РСФСР от 3 марта 1964 года Иванковский сельсовет передан в Шумихинский сельский район.
Указом Президиума Верховного Совета РСФСР от 12 января 1965 года Шумихинский сельский район разукрупнён. Иванковский сельсовет вошёл в состав вновь образованного Альменевский района,

## Население
| 1926 | 1989 | 2002 | 2004 | 2010 | 2012 | 2013 |
| ---- | ---- | ---- | ---- | ---- | ---- | ---- |
| 2240 | ↘984 | ↘556 | ↘513 | ↘382 | ↘343 | ↘310 |
| 2014 | 2015 | 2016 | 2017 | 2018 | 2019 | 2020 |
| ↘297 | ↘277 | ↗280 | ↘260 | ↘247 | ↘230 | ↘218 |

## Состав сельского поселения
| № | Населённый пункт | Тип населённого пункта       | Население |
| - | ---------------- | ---------------------------- | --------- |
| 1 | Иванково         | село, административный центр | ↘260      |
| 2 | Ковыльное        | деревня                      | ↘27       |
| 3 | Тузово           | деревня                      | ↘95       |

На территории Иванковского сельсовета на 1 января 2012 года проживало работающего населения — 96 человек, пенсионеров — 114 человек, инвалидов — 23 человека.
Количество дворов — 145 (на 1 января 2012 года).
По данным переписи 1926 года в Иванковском сельсовете проживало 2240 чел., в том числе
- в д. Иванкова 1009 чел., в том числе татар 995 чел., русских 14 чел.
- в д. Учкулево 1190 чел., в том числе татар 1189 чел., русских 1 чел.
- в пос. Фёдоровский (Базаргул, образован в 1926 г.) 41 чел., все — русские.

По данным переписи 1926 года в Тузовском сельсовете проживало 1017 чел., в том числе
- в д. Тузово (Тузова) 1017 чел., все татары.

## Местное самоуправление
Глава Иванковского сельсовета — Галимова Халима Абдулахатовна.
Администрация располагается по адресу: 641136, Курганская область, Альменевский район, с. Иванково,
пер. Российский, 1.